# Sport-Club Charlottenburg 1983-1984
Questa voce raccoglie le informazioni riguardanti lo Sport-Club Charlottenburg nelle competizioni ufficiali della stagione 1983-1984.

## Stagione
Nella stagione 1983-1984 il Charlottenburg, allenato da Bernd Erdmann e Slobodan Čendić, concluse il campionato di 2. Bundesliga al 18º posto. In Coppa di Germania il Charlottenburg fu eliminato al secondo turno dallo Schalke 04.

## Rosa
| N. |                     | Ruolo | Calciatore               |
| -- | ------------------- | ----- | ------------------------ |
|    | Germania (bandiera) | P     | Ulrich Bechem            |
|    | Germania (bandiera) | P     | Andreas Köpke            |
|    | Germania (bandiera) | P     | Michael Redmann          |
|    | Germania (bandiera) | D     | Peter Aping              |
|    | Germania (bandiera) | D     | Ronald Beyer             |
|    | Germania (bandiera) | D     | Frank-Michael Marczewski |
|    | Germania (bandiera) | D     | Frank Mischke            |
|    | Germania (bandiera) | D     | Christian Niebel         |
|    | Germania (bandiera) | D     | Jörg Schepers            |
|    | Germania (bandiera) | D     | Andreas Vogt             |
|    | Germania (bandiera) | C     | Stefan Brandenburger     |
|    | Austria (bandiera)  | C     | Robert Hanschitz         |

| N. |                     | Ruolo | Calciatore            |
| -- | ------------------- | ----- | --------------------- |
|    | Germania (bandiera) | C     | Eddy Malura           |
|    | Germania (bandiera) | C     | Jürgen Schulz         |
|    | Germania (bandiera) | C     | Michael Vuchelich     |
|    | Germania (bandiera) | A     | Andreas Bangsow       |
|    | Germania (bandiera) | A     | Jörg Gaedke           |
|    | Germania (bandiera) | A     | Bernd Geesdorf        |
|    | Germania (bandiera) | A     | Andreas Mittelstädt   |
|    | Germania (bandiera) | A     | Thorsten Schlumberger |
|    | Germania (bandiera) | A     | Rainer Sprangowski    |
|    | Germania (bandiera) | A     | Bernd Vittinghoff     |
|    | Germania (bandiera) | A     | Dieter Wimmer         |

## Organigramma societario
Area tecnica
- Allenatore: Slobodan Čendić
- Allenatore in seconda:
- Preparatore dei portieri:
- Preparatori atletici:

## Calciomercato

### Sessione estiva
| Acquisti | Acquisti                 | Acquisti        | Acquisti |
| R.       | Nome                     | da              | Modalità |
| -------- | ------------------------ | --------------- | -------- |
| A        | Bernd Vittinghoff        | Fortuna Colonia |          |
| C        | Robert Hanschitz         | Fortuna Colonia |          |
| P        | Andreas Köpke            | Holstein Kiel   |          |
| D        | Frank-Michael Marczewski | TeBe Berlino    |          |
| C        | Michael Vuchelich        | Holstein Kiel   |          |

| Cessioni | Cessioni | Cessioni | Cessioni |
| R.       | Nome     | a        | Modalità |
| -------- | -------- | -------- | -------- |

### Sessione invernale
| Acquisti | Acquisti | Acquisti | Acquisti |
| R.       | Nome     | da       | Modalità |
| -------- | -------- | -------- | -------- |

| Cessioni | Cessioni | Cessioni | Cessioni |
| R.       | Nome     | a        | Modalità |
| -------- | -------- | -------- | -------- |

## Risultati

### 2. Bundesliga

#### Girone di andata
| Arbitro: | Wippker |

|                                 |           |  |
| Abel 65’, 68’ (rig.) Täuber 71’ | Marcatori |  |

| Arbitro: | Osmers |

|                 |           |              |
| Gaedke 76’, 90’ | Marcatori | 19’ Lengerer |

| Arbitro: | Schütte |

|               |           |  |
| Jurgeleit 61’ | Marcatori |  |

| Arbitro: | Kespohl |

|  |           |            |
|  | Marcatori | 1’ Jaschke |

| Arbitro: | Roth |

|           |           |                  |
| Timme 89’ | Marcatori | 65’ Schlumberger |

| Arbitro: | Diekert |

|                       |           |  |
| Schlumberger 46’, 80’ | Marcatori |  |

| Arbitro: | Schütte |

|                                           |           |  |
| Wohlfarth 17’, 50’, 53’ Dubski 84’ (rig.) | Marcatori |  |

| Arbitro: | Broska |

|                |           |                 |
| Marczewski 40’ | Marcatori | 38’, 74’ Dämgen |

| Arbitro: | Puchalski |

|                        |           |  |
| Bühler 47’ Schüler 76’ | Marcatori |  |

| Arbitro: | Brückner |

|                                |           |             |
| Sprangowski 54’ Marczewski 88’ | Marcatori | 25’ Siewert |

| Arbitro: | Eli |

|                                          |           |  |
| Grünther 38’ Thomas 83’ (rig.) Poqué 89’ | Marcatori |  |

| Arbitro: | Zimmermann |

|                                 |           |               |
| Schlumberger 40’ Marczewski 89’ | Marcatori | 86’ Kirschner |

| Arbitro: | Vasel |

|                                               |           |                            |
| Ufer 38’ Wegmann 75’ Bakalorz 80’ Demange 89’ | Marcatori | 13’ Vittinghoff 51’ Gaedke |

| Arbitro: | Wahmann |

|            |           |                      |
| Gaedke 56’ | Marcatori | 32’ Kuhl 42’ Sánchez |

| Arbitro: | Wuttke |

|                                 |           |         |
| Gaedke 56’ (rig.) Hanschitz 71’ | Marcatori | 7’ Beck |

| Arbitro: | Walz |

|                         |           |  |
| Kalter 35’ Balewski 48’ | Marcatori |  |

| Arbitro: | Brehm |

|                             |           |                      |
| Gaedke 50’ Schlumberger 56’ | Marcatori | 22’ Dauber 72’ Pache |

| Arbitro: | Michel |

|                                  |           |                  |
| Dickert 3’, 53’, 69’ Blättel 17’ | Marcatori | 62’ Schlumberger |

| Arbitro: | Eschweiler |

|            |           |               |
| Niebel 64’ | Marcatori | 55’ Cestonaro |

#### Girone di ritorno
| Arbitro: | Boos |

|                  |           |            |
| Kruse 75’ (aut.) | Marcatori | 55’ Täuber |

| Arbitro: | Kespohl |

|           |           |                 |
| Hauck 48’ | Marcatori | 55’ Mittelstädt |

| Arbitro: | Walz |

|                                         |           |                                |
| Gaedke 44’ (rig.), 50’ Schlumberger 79’ | Marcatori | 46’ Schäfer 54’, 67’ Buschmann |

| Arbitro: | Wippker |

|           |           |                      |
| Funke 30’ | Marcatori | 12’, 71’ Vittinghoff |

| Arbitro: | Matheis |

|                |           |  |
| Sprangowski 8’ | Marcatori |  |

| Arbitro: | Schütte |

|                |           |            |
| Pięta 14’, 19’ | Marcatori | 72’ Gaedke |

| Berlino 10 marzo 1984, ore 15:00 CET 26ª giornata | Charlottenburg | 0 – 0 referto | Duisburg | Mommsenstadion (3 700 spett.)\| Arbitro: \| Schmidhuber \| |
| Arbitro:                                          | Schmidhuber    |               |          |                                                            |

| Arbitro: | Vasel |

|                         |           |                            |
| Zele 74’ Löw 89’ (rig.) | Marcatori | 40’ Vittinghoff 78’ Gaedke |

| Arbitro: | Hontheim |

|  |           |                                    |
|  | Marcatori | 28’ Günther 31’ Schüler 42’ Bühler |

| Arbitro: | Barnick |

|                                                     |           |            |
| Wulfmeier 5’, 20’ Kunkel 60’ Siewert 75’ Elgert 85’ | Marcatori | 66’ Gaedke |

| Arbitro: | Michel |

|  |           |           |
|  | Marcatori | 77’ Krisp |

| Arbitro: | Wahmann |

|          |           |                 |
| Gede 28’ | Marcatori | 61’ Sprangowski |

| Arbitro: | Bruch |

|                                |           |  |
| Schlumberger 47’ Hanschitz 85’ | Marcatori |  |

| Arbitro: | Broska |

|                      |           |            |
| Kispert 18’ Kuhl 63’ | Marcatori | 86’ Gaedke |

| Arbitro: | Thul |

|               |           |  |
| Klinsmann 17’ | Marcatori |  |

| Arbitro: | Broska |

|                                                 |           |                       |
| Vittinghoff 20’ Kayser 72’ (aut.) Hanschitz 90’ | Marcatori | 49’ Bialon 51’ Kalter |

| Arbitro: | Hellwig |

|                           |           |            |
| Eickels 40’ Schneider 53’ | Marcatori | 73’ Niebel |

| Arbitro: | Waltert |

|                                                                                   |           |                 |
| Niebel 13’ Mittelstädt 35’, 55’ Schlumberger 56’ Gaedke 65’, 76’, 82’ Bangsow 84’ | Marcatori | 21’ Hönnscheidt |

| Arbitro: | Heitmann |

|                                                     |           |                                 |
| Freudenstein 4’ Wielandt 47’ Traser 52’ Pallaks 82’ | Marcatori | 41’ Malura 67’ (rig.) Hanschitz |

### Coppa di Germania
| Arbitro: | Mierswa |

|                            |           |           |
| Sprangowski 13’ Gaedke 67’ | Marcatori | 26’ Drews |

| Arbitro: | Retzmann |

|  |           |                          |
|  | Marcatori | 62’ Abel 78’, 88’ Täuber |

## Statistiche

### Statistiche di squadra
| Competizione      | Punti | In casa | In casa | In casa | In casa | In casa | In casa | In trasferta | In trasferta | In trasferta | In trasferta | In trasferta | In trasferta | Totale | Totale | Totale | Totale | Totale | Totale | DR  |
| Competizione      | Punti | G       | V       | N       | P       | Gf      | Gs      | G            | V            | N            | P            | Gf           | Gs           | G      | V      | N      | P      | Gf     | Gs     | DR  |
| ----------------- | ----- | ------- | ------- | ------- | ------- | ------- | ------- | ------------ | ------------ | ------------ | ------------ | ------------ | ------------ | ------ | ------ | ------ | ------ | ------ | ------ | --- |
| 2. Bundesliga     | 29    | 19      | 9       | 5       | 5       | 33      | 23      | 19           | 1            | 4            | 14           | 16           | 45           | 38     | 10     | 9      | 19     | 49     | 68     | -19 |
| Coppa di Germania | -     | 2       | 1       | 0       | 1       | 2       | 4       | 0            | 0            | 0            | 0            | 0            | 0            | 2      | 1      | 0      | 1      | 2      | 4      | -2  |
| Totale            | 29    | 21      | 10      | 5       | 6       | 35      | 27      | 19           | 1            | 4            | 14           | 16           | 45           | 40     | 11     | 9      | 20     | 51     | 72     | -21 |

### Andamento in campionato
| Giornata  | 1  | 2  | 3  | 4  | 5  | 6  | 7  | 8  | 9  | 10 | 11 | 12 | 13 | 14 | 15 | 16 | 17 | 18 | 19 | 20 | 21 | 22 | 23 | 24 | 25 | 26 | 27 | 28 | 29 | 30 | 31 | 32 | 33 | 34 | 35 | 36 | 37 | 38 |
| --------- | -- | -- | -- | -- | -- | -- | -- | -- | -- | -- | -- | -- | -- | -- | -- | -- | -- | -- | -- | -- | -- | -- | -- | -- | -- | -- | -- | -- | -- | -- | -- | -- | -- | -- | -- | -- | -- | -- |
| Luogo     | T  | C  | T  | C  | T  | C  | T  | C  | T  | C  | T  | C  | T  | C  | C  | T  | C  | T  | C  | C  | T  | C  | T  | C  | T  | C  | T  | C  | T  | C  | T  | C  | T  | T  | C  | T  | C  | T  |
| Risultato | P  | V  | P  | P  | N  | V  | P  | P  | P  | V  | P  | V  | P  | P  | V  | P  | N  | P  | N  | N  | N  | N  | V  | V  | P  | N  | N  | P  | P  | P  | N  | V  | P  | P  | V  | P  | V  | P  |
| Posizione | 18 | 13 | 15 | 18 | 17 | 16 | 17 | 20 | 20 | 16 | 18 | 17 | 17 | 19 | 16 | 17 | 17 | 19 | 19 | 18 | 17 | 17 | 17 | 16 | 16 | 16 | 16 | 16 | 17 | 17 | 18 | 17 | 17 | 19 | 17 | 19 | 18 | 18 |

Legenda:

Luogo: C = Casa; T = Trasferta. Risultato: V = Vittoria; N = Pareggio; P = Sconfitta.

### Statistiche dei giocatori
| Giocatore        | 2. Bundesliga | 2. Bundesliga | 2. Bundesliga | 2. Bundesliga | Coppa di Germania | Coppa di Germania | Coppa di Germania | Coppa di Germania | Totale   | Totale | Totale      | Totale     |
| Giocatore        | Presenze      | Reti          | Ammonizioni   | Espulsioni    | Presenze          | Reti              | Ammonizioni       | Espulsioni        | Presenze | Reti   | Ammonizioni | Espulsioni |
| ---------------- | ------------- | ------------- | ------------- | ------------- | ----------------- | ----------------- | ----------------- | ----------------- | -------- | ------ | ----------- | ---------- |
| P. Aping         | 32            | 0             | 3             | 0             | 2                 | 0                 | 0                 | 0                 | 34       | 0      | 3           | 0          |
| A. Bangsow       | 6             | 1             | 0             | 0             | 0                 | 0                 | 0                 | 0                 | 6        | 1      | 0           | 0          |
| U. Bechem        | 0             | 0             | 0             | 0             | 0                 | 0                 | 0                 | 0                 | 0        | 0      | 0           | 0          |
| R. Beyer         | 5             | 0             | 0             | 0             | 0                 | 0                 | 0                 | 0                 | 5        | 0      | 0           | 0          |
| S. Brandenburger | 23            | 0             | 5             | 0             | 2                 | 0                 | 0                 | 0                 | 25       | 0      | 5           | 0          |
| J. Gaedke        | 38            | 15            | 2             | 0             | 2                 | 1                 | 0                 | 0                 | 40       | 16     | 2           | 0          |
| B. Geesdorf      | 10            | 0             | 0             | 0             | 1                 | 0                 | 0                 | 0                 | 11       | 0      | 0           | 0          |
| R. Hanschitz     | 26            | 4             | 4             | 0             | 0                 | 0                 | 0                 | 0                 | 26       | 4      | 4           | 0          |
| A. Köpke         | 38            | 0             | 1             | 0             | 1                 | 0                 | 0                 | 0                 | 39       | 0      | 1           | 0          |
| E. Malura        | 34            | 1             | 2             | 0             | 2                 | 0                 | 0                 | 0                 | 36       | 1      | 2           | 0          |
| F. Marczewski    | 31            | 3             | 4             | 0             | 2                 | 0                 | 1                 | 0                 | 33       | 3      | 5           | 0          |
| F. Mischke       | 22            | 0             | 0             | 0             | 2                 | 0                 | 0                 | 0                 | 24       | 0      | 0           | 0          |
| A. Mittelstädt   | 18            | 3             | 1             | 0             | 0                 | 0                 | 0                 | 0                 | 18       | 3      | 1           | 0          |
| C. Niebel        | 30            | 3             | 9             | 0             | 2                 | 0                 | 0                 | 0                 | 32       | 3      | 9           | 0          |
| M. Redmann       | 0             | 0             | 0             | 0             | 1                 | 0                 | 0                 | 0                 | 1        | 0      | 0           | 0          |
| J. Schepers      | 27            | 0             | 6             | 1             | 2                 | 0                 | 0                 | 0                 | 29       | 0      | 6           | 1          |
| T. Schlumberger  | 34            | 9             | 6             | 0             | 2                 | 0                 | 0                 | 0                 | 36       | 9      | 6           | 0          |
| J. Schulz        | 36            | 0             | 5             | 0             | 2                 | 0                 | 0                 | 0                 | 38       | 0      | 5           | 0          |
| R. Sprangowski   | 33            | 3             | 2             | 0             | 2                 | 1                 | 0                 | 0                 | 35       | 4      | 2           | 0          |
| B. Vittinghoff   | 26            | 5             | 3             | 0             | 0                 | 0                 | 0                 | 0                 | 26       | 5      | 3           | 0          |
| A. Vogt          | 4             | 0             | 1             | 0             | 0                 | 0                 | 0                 | 0                 | 4        | 0      | 1           | 0          |
| M. Vuchelich     | 8             | 0             | 0             | 0             | 0                 | 0                 | 0                 | 0                 | 8        | 0      | 0           | 0          |
| D. Wimmer        | 5             | 0             | 0             | 0             | 1                 | 0                 | 0                 | 0                 | 6        | 0      | 0           | 0          |